# 欧贝勒
欧贝勒（法語：Aubel，法語發音：[obɛl] ⓘ）是比利时瓦隆大区列日省韋爾維耶區的一个市镇，北临林堡省的外飞地富伦，通行法语，是比利时法语社群的一部分，人口4,221人（2018年1月1日）。